# Globale Mehrausgabe
Globale Mehrausgaben sind eine nicht zweckgebundene Ausgabeermächtigung in einem Haushaltsplan.
Sie bezeichnen haushaltsrechtlich im Haushaltsplan pauschal veranschlagte Ausgaben, bei denen es sich ebenso wie bei den globalen Minderausgaben um eine Ausnahme vom Einzelveranschlagungsprinzip handelt.

## Abgrenzung
Globale Mehrausgaben sind von den über- und außerplanmäßigen Ausgaben (§ 37 BHO) und den in einem Nachtrags- oder Ergänzungshaushalt ausgewiesenen Ausgaben zu unterscheiden.
Über- und außerplanmäßige Ausgaben sind in einem Einzelplan bereits für einen bestimmten Zweck veranschlagt und dürfen nur bei einem unvorhergesehenen und unabweisbaren Mehrbedarf für einen anderen Zweck verwendet werden. Sie sollen durch Einsparungen bei anderen Ausgaben in demselben Einzelplan ausgeglichen werden (§ 37 Abs. 3 BHO). Einer Planänderung bedarf es nicht, jedoch der Einwilligung des Bundesministeriums der Finanzen (§ 37 Abs. 1 BHO). Über- und außerplanmäßige Ausgaben sind im Hinblick auf das parlamentarische Budgetrecht außerdem dem Bundestag und dem Bundesrat zumindest vierteljährlich mitzuteilen und dürfen die im Einzelplan veranschlagten Ausgaben nicht überschreiten (§ 37 Abs. 4 und Abs. 5 BHO).
Mit einem Nachtragshaushalt können dagegen nachträglich durch das Parlament Teile eines bestehenden, bereits verabschiedeten Haushalts abgeändert werden, mit dem Ergänzungshaushalt ein erst im Entwurfsstadium befindlicher Plan.
Die Möglichkeit, rechtzeitig einen Nachtragshaushalt zu verabschieden oder die Ausgabe bis zum nächsten Haushaltsgesetz aufzuschieben, geht den über- und außerplanmäßigen Ausgaben vor.

## Konjunkturpolitische Maßnahmen
Globale Mehrausgaben sind außerdem zu unterscheiden von dem in den Bundeshaushaltsplan einzustellenden Leertitel, der für konjunkturpolitisch veranlasste Ausgaben zur Förderung des gesamtwirtschaftlichen Gleichgewichts vorgesehen ist (§ 8 Stabilitätsgesetz).